# Berlusconismo

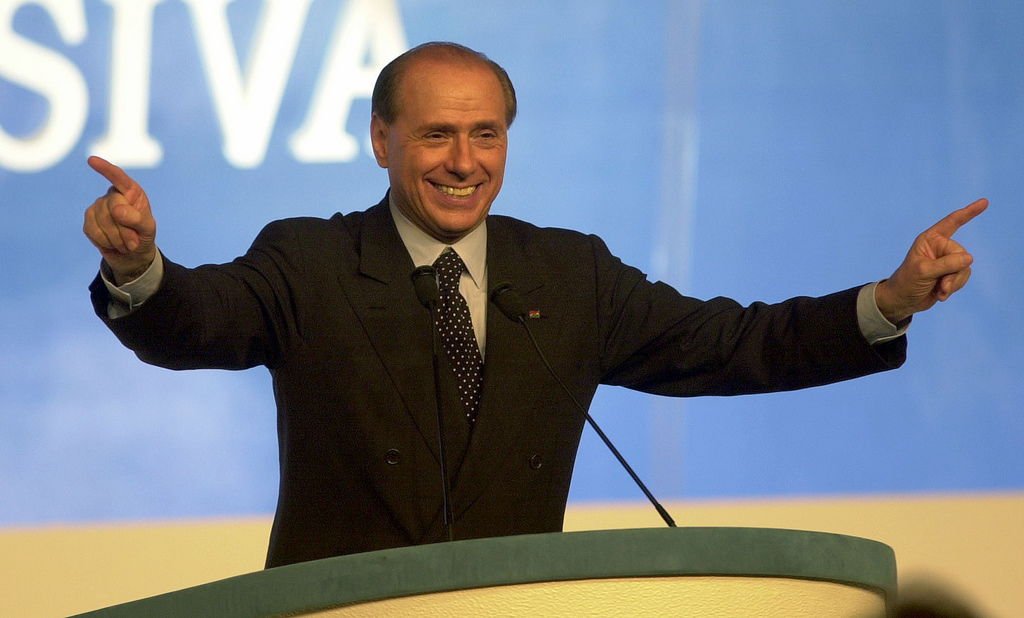
Berlusconi durante un mitin de Forza Italia

Berlusconismo es un neologismo utilizado en los medios de comunicación occidentales y por algunos analistas italianos para describir las posiciones políticas del ex primer ministro Silvio Berlusconi. En general, el berlusconismo podría replantearse como una mezcla de conservadurismo, populismo, liberalismo y anticomunismo.
Otros observadores lo describen como un movimiento populista impulsado por un magnate, un empresario multimillonario de personalidad desinhibida y con presencia en medios escritos o televisivos. Su cartel electoral se caracteriza por sus habilidades para "representar los intereses de la gente común" contra el establishment político; y donde los “escándalos, investigaciones y juicios” que le siguen son desestimados por su apasionada y leal base de partidarios como evidencia de que es “la persona más perseguida” de la historia.

## Orígenes y características
El término "berlusconismo" surge en la década de 1980, caracterizado por una connotación fuertemente positiva como sinónimo del "optimismo empresarial" de la época, definido como un espíritu emprendedor que no se desanima ante las dificultades, con confianza en poder resolver los problemas. Sin embargo, a partir del siglo XXI y como consecuencia de la creciente identificación de Berlusconi como una figura principalmente política, el significado que se le atribuye ha cambiado en el contexto del lenguaje periodístico y político.
De acuerdo con la definición dada por la Enciclopedia Institute, berlusconismo tiene un amplio rango de significados, todos los cuales tienen su origen en la figura de Berlusconi y el movimiento político inspirado en él: el sustantivo no solo se refiere al "movimiento de pensamiento", sino también al "fenómeno social" e incluso al fenómeno "consuetudinario" vinculado a su figura empresarial y política. El término berlusconismo se utiliza también para designar una cierta visión del laissez-faire defendida por él, no sólo de la economía y de los mercados, sino también con referencia a la propia política.
Según sus oponentes políticos y rivales empresariales, el berlusconismo no es más que una forma de populismo demagógico, comparable al fascismo, destacando el hecho de que Berlusconi ha declarado su admiración por Benito Mussolini, aunque ha criticado las leyes raciales fascistas y la alianza con la Alemania nazi, refiriéndose a sí mismo como pro-israelí. En 2013, volvió a calificar a Mussolini de buen líder cuyo mayor error fue aliarse a los nazis para exterminar a los judíos . En cambio, sus partidarios comparan el berlusconismo con el gaullismo francés y el peronismo argentino.

## Posiciones políticas
Berlusconi se ha definido a sí mismo y, por extensión, al berlusconismo como un movimiento moderado, liberal y partidario del libre comercio ( liberalismo ), pero también se le ha descrito a menudo como un líder populista o conservador. El berlusconismo también se describe como liberal-conservador o conservador-liberal, pero a veces se asocia con el populismo de derecha . Después de su dimisión en 2011, Berlusconi se volvió cada vez más escéptico y criticó con frecuencia a la canciller alemana, Angela Merkel .
Una característica de las tácticas de liderazgo de Berlusconi es utilizar al partido como un medio para ganar poder (el partido es descrito como un "partido ligero" debido a su falta de una estructura interna compleja). Esto es decididamente comparable a las tácticas políticas utilizadas por Charles de Gaulle en Francia . Otra característica de gran importancia es el énfasis en una "revolución liberal", publicitada y sintetizada por el "Contrato con los italianos" de 2001. A estos pilares se añade un fuerte reformismo, principalmente de la forma del Estado italiano y de la Constitución, una cláusula de umbral elevado, la abolición del Senado, la reducción a la mitad de la Cámara de Diputados, la abolición de las provincias y la reforma del poder judicial, con separación de las carreras de los magistrados y la responsabilidad civil de los mismos, que Berlusconi consideraba muy importante. Berlusconi se declaró perseguido por la justicia, sometido a 34 procesos, acusándola de estar manipulada por la izquierda política y comparándose con Enzo Tortora como víctima de un error judicial. Más recientemente, Berlusconi se ha declarado a favor de las uniones civiles .

## Comparaciones con otros líderes
Varios escritores y comentaristas políticos consideran que el éxito político de Berlusconi fue un precedente del éxito del magnate Donald Trump en las Elecciones presidenciales de Estados Unidos de 2016 como 45º presidente de los Estados Unidos.
Los opositores han criticado la consolidación del panorama mediático tunecino por parte de Nabil Karoui y las intenciones de sus actividades caritativas, refiriéndose a menudo a él como el "Berlusconi tunecino". Se le ha comparado con otros propietarios de medios de comunicación como Cem Uzan o Pavol Rusko.